# So You Ran
«So You Ran» —en castellano: «Así que huiste»— es una canción interpretada por la banda estadounidense de hard rock Orion the Hunter y apareció por primera ocasión como la segunda melodía del álbum homónimo, lanzado por el sello discográfico Portrait Records en 1984. Fue compuesta por Barry Goudreau y Fran Migliaccio.

## Lanzamiento y descripción
El tema fue publicado como el primer sencillo de Orion the Hunter en 1984 en formatos de siete y doce pulgadas, siendo producido por Barry Goudreau y Lennie Petze. En la edición de siete pulgadas se enlistó en la cara B la pista «Fast Talk», escrita también por Goudreau y Migliaccio. Por otro lado, el vinilo de doce pulgadas numera la canción principal en el lado A pero con diferente duración, mientras que en el lado contrario contiene la melodía «Dreamin'».

## Recepción
En el mismo año de su lanzamiento, «So You Ran» alcanzó el puesto 58.º en el Hot 100 de Billboard, siendo el único de los dos sencillos que publicaría la agrupación en entrar en dicha lista.

## Lista de canciones
Todos los temas fueron escritos por Barry Goudreau y Fran Migliaccio.

Versión de siete pulgadas

| Cara A |              |          |  |
| N.º    | Título       | Duración |  |
| 1.     | «So You Ran» | 3:47     |  |

| Cara B |             |          |  |
| N.º    | Título      | Duración |  |
| 2.     | «Fast Talk» | 4:13     |  |
| 8:00   |             |          |  |

Versión de doce pulgadas

| Cara A |                              |          |  |
| N.º    | Título                       | Duración |  |
| 1.     | «So You Ran» (edición corta) | 3:47     |  |
| 2.     | «So You Ran» (edición larga) | 4:58     |  |

| Cara B |            |          |  |
| N.º    | Título     | Duración |  |
| 3.     | «Dreamin'» | 5:26     |  |
| 14:11  |            |          |  |

## Créditos

### Orion the Hunter
- Fran Cosmo — voz principal y guitarra.
- Barry Goudreau — guitarra y coros.
- Bruce Smith — bajo y coros.
- Michael DeRosier — batería y percusiones.

### Músicos adicionales
- Brad Delp — voz y coros adicionales.
- Lennie Petze — guitarras adicionales.
- Steve Baker — piano.
- Jimmy Bralower — sintetizadores y teclados.
- John Schuller — sintetizadores y teclados.
- Peter Wood — sintetizadores y teclados.

## Listas
| Año  | País           | Lista             | Posición máxima |
| ---- | -------------- | ----------------- | --------------- |
| 1984 | Estados Unidos | Billboard Hot 100 | 58.º            |